# Indywidualne Mistrzostwa Wielkiej Brytanii na Żużlu 1985
Indywidualne mistrzostwa Wielkiej Brytanii na żużlu – cykl turniejów żużlowych mających wyłonić najlepszych żużlowców brytyjskich w 1985 roku. Tytuł wywalczył Kenny Carter z Halifax Dukes. 

## Finał
- 12 czerwca 1985 r. (środa),  Coventry

| Msc. | Zawodnik      | Klub                   | Pkt |             |  |
| ---- | ------------- | ---------------------- | --- | ----------- |  |
| 1    | Kenny Carter  | Halifax Dukes          | 15  | (3,3,3,3,3) |  |
| 2    | John Davis    | Reading Racers         | 14  | (3,3,2,3,3) |  |
| 3    | Kelvin Tatum  | Coventry Bees          | 12  | (3,1,3,2,3) |  |
| 4    | Phil Collins  | Cradley Heath Heathens | 11  | (1,3,2,3,2) |  |
| 5    | Neil Collins  | Sheffield Tigers       | 9   | (1,2,2,3,1) |  |
| 6    | Chris Morton  | Belle Vue Aces         | 9   | (1,2,3,2,1) |  |
| 7    | Andy Smith    | Belle Vue Aces         | 7   | (2,1,0,2,2) |  |
| 8    | Les Collins   | Sheffield Tigers       | 6   | (2,0,0,1,3) |  |
| 9    | Simon Cross   | Cradley Heath Heathens | 6   | (0,2,3,1,0) |  |
| 10   | Neil Evitts   | Halifax Dukes          | 6   | (3,0,1,0,2) |  |
| 11   | Tim Hunt      |                        | 5   | (2,u,1,0,2) |  |
| 12   | Peter Collins | Belle Vue Aces         | 5   | (2,1,1,0,1) |  |
| 13   | Andy Grahame  | Oxford Cheetahs        | 4   | (0,3,0,0,1) |  |
| 14   | Andy Campbell |                        | 4   | (0,2,0,2,0) |  |
| 15   | Dave Jessup   |                        | 4   | (1,1,1,1,0) |  |
| 16   | Alan Grahame  | Cradley Heath Heathens | 3   | (0,u,2,1,w) |  |